# Eucrosia aurantiaca
Eucrosia aurantiaca es una especie de planta bulbosa geófita perteneciente a la familia de las amarilidáceas. Es originaria de Ecuador.  Su hábitat natural son los bosques o matorrales secos subtropicales o tropicales. Está considera en peligro de extinción por la pérdida de hábitat.

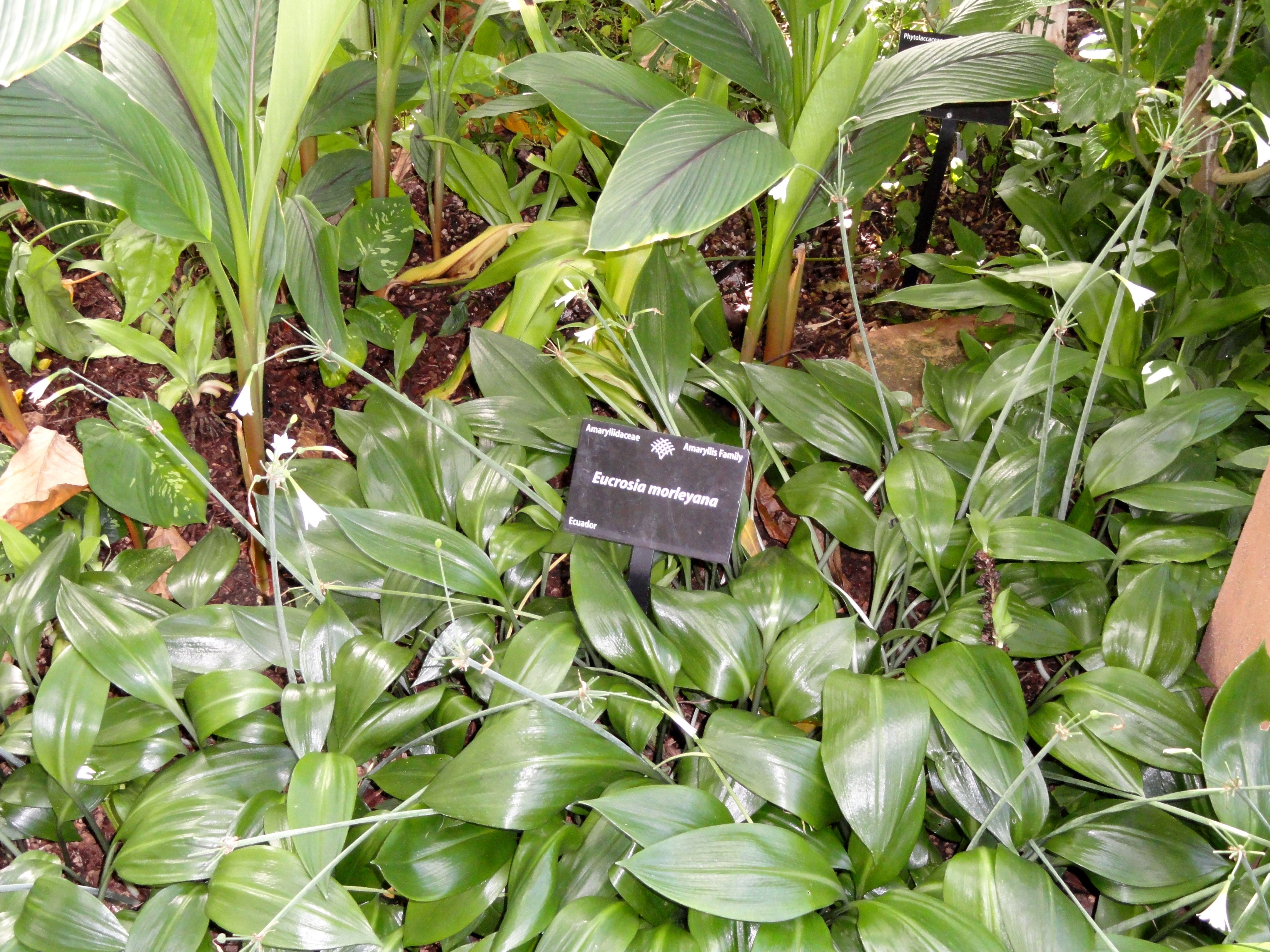
Vista de la planta

## Descripción
Que crece a partir de bulbos de 10 cm de largo y 7 de 8 cm de diámetro. Generalmente tiene dos hojas pecioladas de color azul-verde, con una lámina de 40 cm de largo y 20-25 cm de ancho. Las hojas no aparecen hasta después de la floración. Las flores se presentan en forma de umbelas, en un escapo de hasta 1 m de largo, son amarillas, con estambres prominentes con filamentos largos.

## Hábitat
Se conocen seis subpoblaciones dentro de Azuay, Cañar, Chimborazo y El Oro. Subpoblaciones que se encuentran en los bosques costeros y en la parte baja seca de los valles interandinos, en cañones rocosos y zonas áridas.

## Cultivo
En cultivo, las plantas deben mantenerse calientes y secas cuando las hojas se marchitan, y regar sólo cuando las flores o las hojas comienzan a crecer de nuevo, entonces requiere un lugar soleado.

## Taxonomía
Eucrosia aurantiaca fue descrita por (Baker) Traub y publicado en Die natürlichen Pflanzenfamilien, Zweite Auflage 15a: 415, en el año 1930.
Etimología
Eucrosia: nombre genérico que deriva del griego: eu = "hermosa" y krossos = "franja", en referencia a los largos estambres.
aurantiaca: epíteto latino que significa "de color dorado".
Sinonimia
- Callipsyche aurantiaca Baker
- Callipsyche auratum auct.
- Eucrosia aurantiaca (Baker) Pax
- Eucrosia morleyana Rose[7]